# قشلاق ایلخچی سفلی
قشلاق ایلخچی سفلی یک روستا در ایران است که در دهستان آزادلو واقع شده‌است. قشلاق ایلخچی سفلی ۶۰ نفر جمعیت دارد.